# Saint-Paulien
Saint-Paulien è un comune francese di 2 446 abitanti situato nel dipartimento dell'Alta Loira della regione dell'Alvernia-Rodano-Alpi.

## Società

### Evoluzione demografica
Abitanti censiti